# Волжская улица (Саратов)
Улица Во́лжская начинается от ул. Октябрьской и заканчивается на ул. Радищева. Пересекает Комсомольскую, Некрасова и Соборную. В 2016 году улица Волжская стала полностью пешеходной.

## История
Улица была застроена к середине XIX века, как видно на старом плане Саратова. Тогда улица начиналась от Волги и проходила мимо здания главного почтамта того времени, поэтому она получила название Почтамтской улицы. Ближе к улице Радищева поселились купцы-армяне, один из их домов выделялся большими размерами и его прозвали армянским, а по нему и улица стали называть Армянской. В память об этом недалеко от улицы Радищева установлена мемориальная доска. «Армянский дом» просуществовал до середины 1960-х годов, когда вместе с соседними зданиями его снесли, а на этом месте построили Дом печати. Рядом в 1968 году достроили Издательский корпус. Далее в 1974 году рядом возвели редакционное 11-этажное здание по проекту архитектора П. Е. Усикова (ныне это издательство «Слово»). В начале XX века нижняя часть улицы (4 квартала) была присоединена к Полицейской (ныне Октябрьской) улице, а оставшиеся четыре квартала по-прежнему назывались Армянской улицей. С 1937 по 1941 год называлась улицей Немреспублики. В феврале 1942 года улица была переименована в Волжскую — в честь реки Волги, на берегу которой стоит Саратов. На Волжской улице сохранилась часть старой дореволюционной застройки, большая часть домов которой являются памятниками архитектуры.
В конце улицы справа возвышается церковь-часовня «Утоли моя печали» — творение архитектора Петра Зыбина. Яркая по оформлению и цветовому решению церковь построена в русском стиле с использованием композиции, деталей оформления церковных зданий средневековой Руси. Особенно близка она по облику храму Василия Блаженного на Красной площади в Москве.
Слева последний квартал улицы Волжской между улицами Соборной и Радищева занимает парк Липки.
С 1908 по 1954 год от Радищева (Никольской) до Октябрьской (Полицейской) улиц по Волжской (Армянской) ходил трамвай маршрута «Вокзал — Пристани», с 1955 по 1986 год по этому же участку ходил троллейбус маршрута № 2.
В 2016 году в рамках благотворительного проекта Председателя Государственной Думы Федерального собрания Российской Федерации Вячеслава Володина была проведена реконструкция улицы Волжской. Именно тогда стала пешеходной. С Волжской и началась история создания восьмикилометрового пешеходного кольца в Саратове.
В рамках строительства и благоустройства пешеходной зоны была выполнена реконструкция фонтана «Каскад», устроено новое плиточное покрытие и велодорожки, высажены деревья. Церемония открытия состоялась 4 ноября 2016 года.

## Застройка
| Номер дома | Изображение | Описание |
| ---------- | ----------- | --- |
| 1          |             | Дом доходный (угол Октябрьской ул.) |
| 3          |             | Доходный дом Юренковой В. Ф. 1910е гг. Памятник архитектуры. |
| 2/9        |             | Дом жилой, 1 и 2 этажи — магазин «Антей». |
| 18         |             | Лечебница Медведевых, 1909 г. Архитектор Люкшин В. А.. Памятник архитектуры регионального значения. В советское время: Клиника проф.болезней. С 2002 г. и ныне: Аптека. |
| 19         |             | Дом Беклемишева В. М. конец XIX века. Памятник архитектуры. (угол ул. Некрасова) |
| 21         |             | Дом жилой ИТР (инженерно-технических работников) № 1. Конструктивизм. (угол ул. Некрасова) |
| 22         |             | Особняк Аносовых, построен в 1901 г. в стиле модерн. Архитектор Зыбин П. М.. В 1910 г. особняк купил Борель А. Э. Памятник архитектуры федерального значения. С 1961 г. — городской ЗАГС, ныне Дворец бракосочетаний. (угол ул. Некрасова) |
| 24/26      |             | Дом жилой, 1 этаж — магазины. |
| 27А        |             | Дом жилой, 1 этаж — магазины и кафе. (угол ул. Соборная) |
| 32         |             | Особняк Шмидта с гротом, построен в 1910—1912 гг. в стиле модерн по проекту архитектора Дулина К. А. Памятник архитектуры регионального значения. В годы Великой Отечественной войны в здании работал пункт набора юнг для учебного отряда Северного флота на Соловецких островах, на стене дома находится мемориальная плита, а напротив дома в Парке Липки установлен Памятник Юным морякам-саратовцам соловецкой школы юнг 1942—1944 гг. Ныне в здании — Региональный центр поддержки одарённых детей |
| 34         |             | Дом жилой Жилкоопсоюза 1940 г. арх. Леонгард Ф. Ф. Памятник архитектуры регионального значения. |
| 36         |             | Архиерейский дом (Архиерейское подворье) 1836 г. |
| 36         |             | Церковь «Утоли моя печали», 1906 г. Архитектор Зыбин П. М.. Памятник архитектуры регионального значения. |
| 36         |             | Архиерейское подворье: корпус архиерейский торговый, 1872 г. Памятник архитектуры регионального значения. |

## Достопримечательности

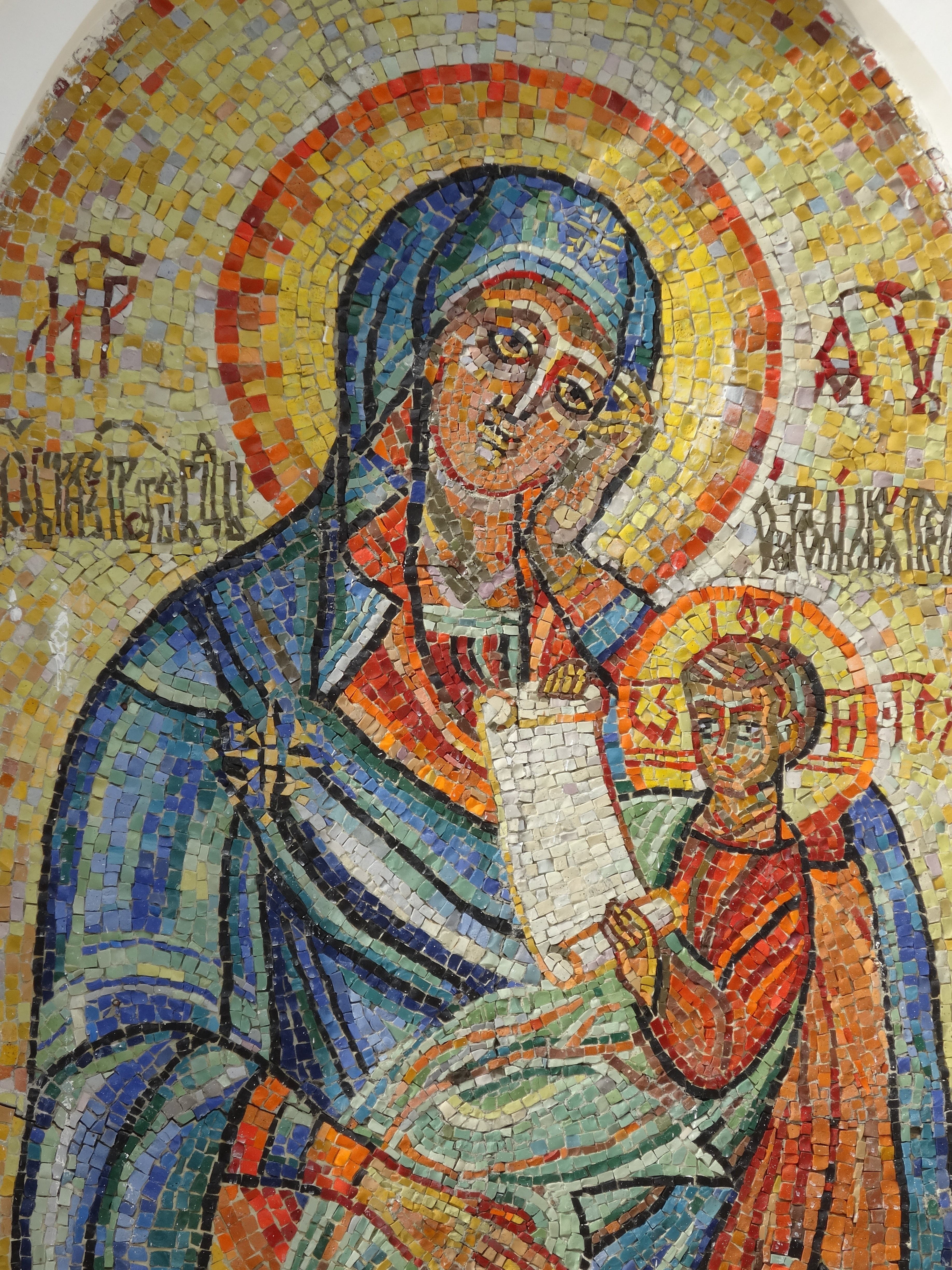
Мозаика с фасада часовни "Утоли моя печали"
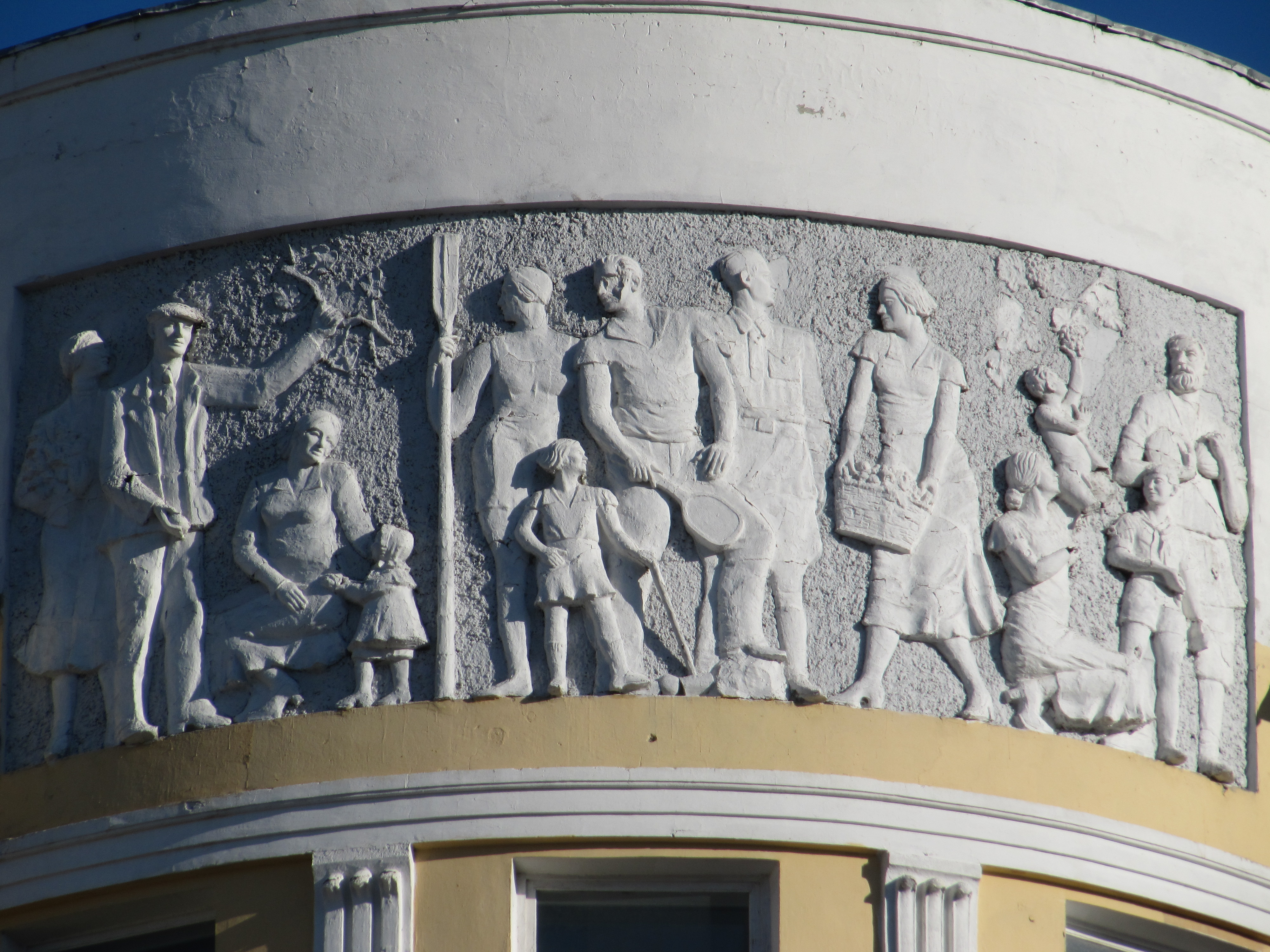
Барельеф на фронтоне дома 34
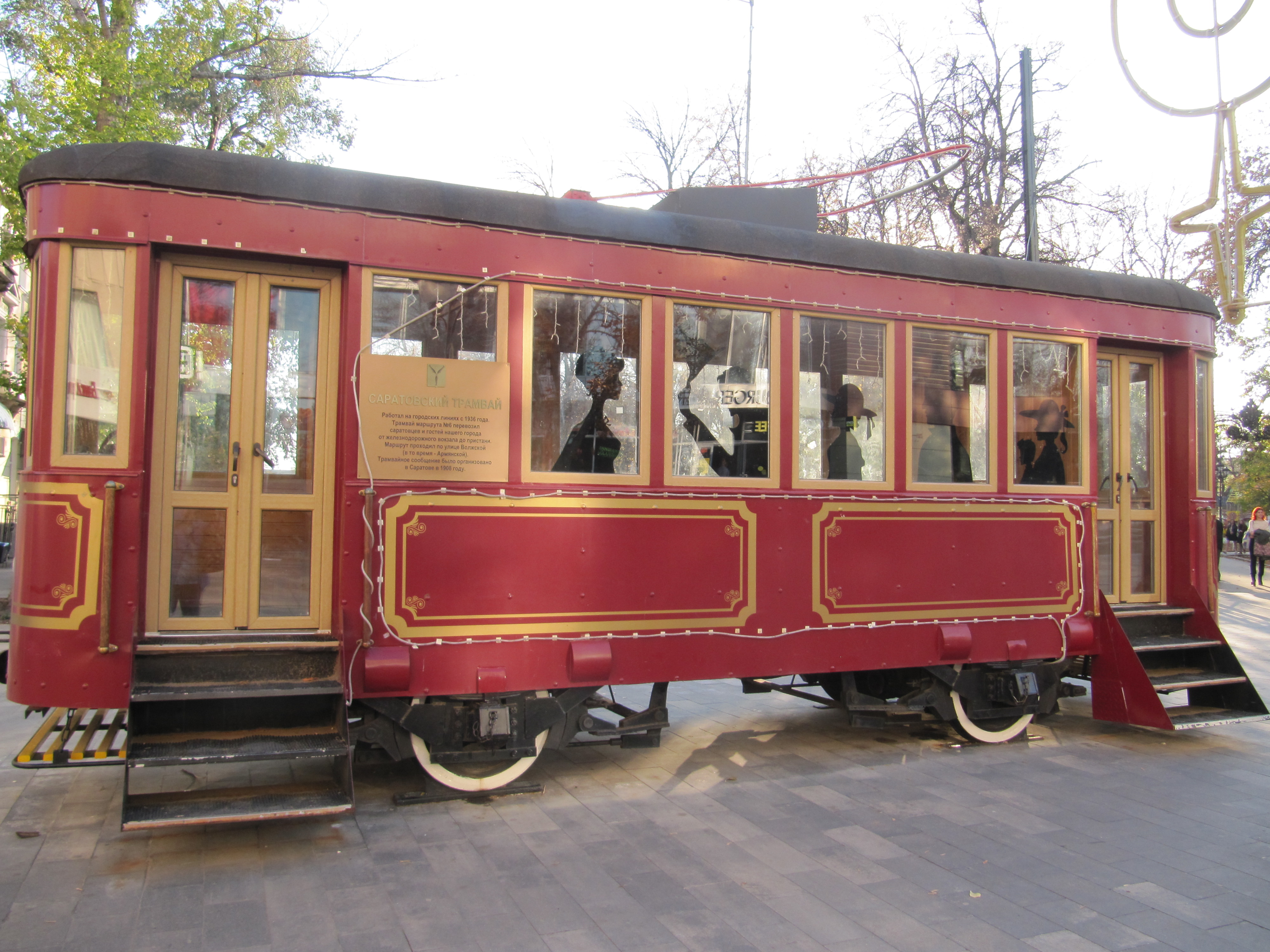
Саратовский трамвай ул. Волжская
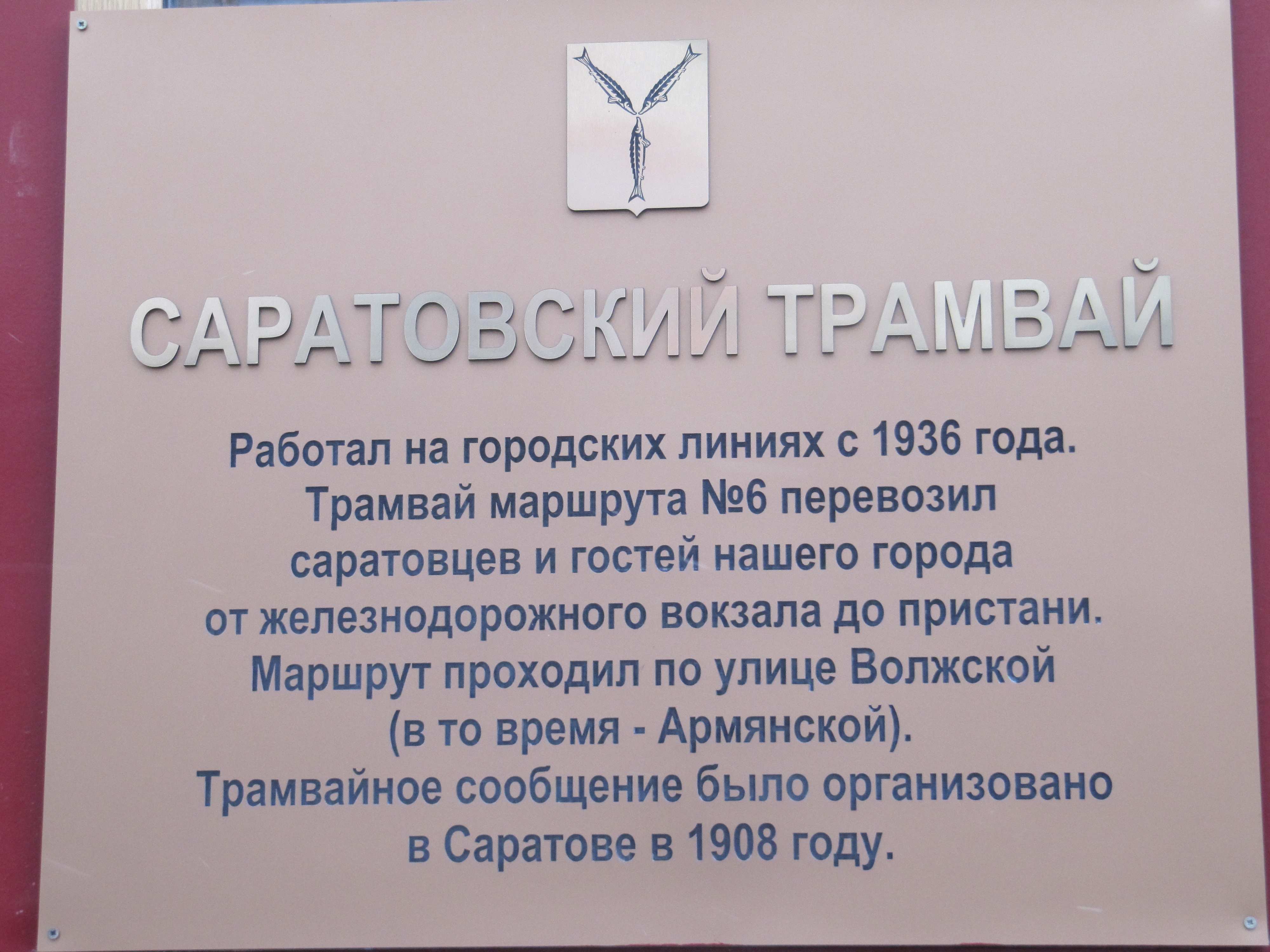
Саратовский трамвай (табличка)